# Lactarius brunneohepaticus
Lactarius brunneohepaticus é um fungo que pertence ao gênero de cogumelos Lactarius na ordem Russulales. Encontrado na Áustria, foi descrito cientificamente pelo micologista austríaco Meinhard Michael Moser em 1978.